# Wang Zhouyu
Wang Zhouyu (chiń. 汪周雨; ur. 13 maja 1994 w Yichangu) – chińska sztangistka, mistrzyni olimpijska, mistrzyni świata i Azji.
Na igrzyskach olimpijskich w Tokio w 2020 roku wywalczyła złoty medal w wadze ciężkiej. W zawodach tych wyprzedziła Tamara Salazar z Ekwadoru i Dominikankę Crismery Santanę. Złote medale zdobyła także podczas mistrzostw świata w Aszchabadzie w 2018 roku i mistrzostw świata w Pattayi rok później. 

## Udział w zawodach międzynarodowych
| Impreza                                   | Rok  | Miejsce   | Kategoria | Wynik  | Wynik   |
| Impreza                                   | Rok  | Miejsce   | Kategoria | Punkty | Miejsce |
| ----------------------------------------- | ---- | --------- | --------- | ------ | ------- |
| Igrzyska olimpijskie                      | 2020 | Tokio     | do 87 kg  | 270    | złoto   |
| Mistrzostwa świata w podnoszeniu ciężarów | 2018 | Aszchabad | do 76 kg  | 270    | złoto   |
| Mistrzostwa świata w podnoszeniu ciężarów | 2019 | Pattaya   | do 87 kg  | 278    | złoto   |
| Mistrzostwa Azji w podnoszeniu ciężarów   | 2019 | Ningbo    | do 87 kg  | 280    | złoto   |
| Mistrzostwa Azji w podnoszeniu ciężarów   | 2020 | Taszkent  | do 87 kg  | 286    | złoto   |